# Археанакт Великий
Археанакт Великий (*Αρχαιανακτ, бл. 540 до н. е. — бл. 470 до н. е.) — архонт і засновник Боспорського царства у 480—470 до н. е. роках.

## Життєпис

### Походження
Основні відомості містяться в праці Діодора Сицилійського. Предки Археанакта за різними відомостями походили з міст Мілет або Мітилена (о. Лесбос). Також вказується місто Сіген біля Іліона. Більшість дослідників схильні до першого варіанту, оскільки є давні згадки про представника знатного мілетського роду Археанакта. Напевне родич або прямий нащадок останнього Семанд разом із мілетянами і еолянами з Лесбосу перебрався на узбережжя Чорного моря, де став ктістом (засновником) колонії Гермонасси. З часом саме це місто було стає одним з провідних міст.

### Панування
Припускається, що Археанакт був сином Семандра. Завдяки високому статусу родини з часом стає архонтом Гермонасси. З огляду на провідне становище рідного міста серед міст Боспору Кімерійського зумів утворити загальнобоспорську сіммахію (військовий союз).
Почав карбувати власну срібну монету з написом APOL (на честь Аполлона). Більшість дослідників вважають, що Археанакт спочатку обіймав посаду жерця цього бога. Завдяки цьому до 480 року до н. е. зумів провести об'єднання й стати архонтом усього Боспору, ставши релігійним лідером боспорської амфіктіонію (міста Гермонасса, Тірітака, Корокондама, Пантікапей, Фанагорія, Мірмекій, Кепи, Порфмій) навколо храму Аполлона. Проте напевне мав неабиякі військові таланти та звитяги у війнах з оточуючими племенами синдів.
Втім Боспорська держава являла більш своєрідну конфедерацію або федерацію під орудою Гермонасси. З часом Археанакт переносить столицю до колонії Пантікапею, який починає активно розбудовувати. Завдяки цьому навіть вважається засновником цього міста. Розпочав посилення своєї влади та централізацію з огляду на небезпеку з боку скіфів Кримського півострова. Разом з тим вимушений був зважати на вплив зборів демосу та місцевих знатних родів. Десь у середині 470-х років до н. е. уклав з західними синдами антискіфський союз.
Сприяв економічному піднесенню Боспорських міст, встановивши союзницьку стосунки з Афінами та Делоським морським союзом, утвореним у 478 році до н. е. Це сприяло мирному проходженню боспорських суден Дарданеллами до Малої Азії (зокрема іонійських міст) до безпосередньо Еллади.
Помер близько 470 року до н.е., наступником Археанакту на престолі Боспорської був Перисад Археанакт ІІ.